# Plaza de toros de Nazaré
La plaza de toros de Nazaré o plaza de toros del sitio de Nazaré es una plaza de toros situada en Nazaré en la Estremadura de Portugal. Además de para festejos taurinos también se usa para otros eventos culturales o de ocio.

## Historia
El proyecto de construcción de la plaza de toros data de 1891. La anterior plaza de Nazaré había sido destruida por un incendio. La obra fue propiciada por la Casa Real de Nossa Senhora da Nazaré y el arquitecto designado por el Ministerio de Obras Públicas fue Francisco da Silva Castro. La inauguración tuvo lugar en 1897. La plaza es propiedad de la Cofradía de Nuestra Sra. de Nazaré.
La tauromaquia en Nazaré se remonta al siglo XVIII cuando las corridas de toros se celebraban en recintos temporales de madera para celebrar la feria taurina en honor a Nuestra Señora de Nazaré en las inmediaciones del Santuario de Nuestra Señora de Nazaré.
A lo largo del verano se celebran de media nueve corridas de toros, con rejoneadores o cavaleiros, pegas de forcados y concursos de ganaderías.

## Descripción
Se encuentra en el barrio de sítio da Nazaré. El interior está edificado en estilo neoárabe con arcos trilobulados en las gradas. Construida en piedra de cantería, consta de dos plantas, la primera de planta poligonal y la segunda planta de planta circular. La plaza tiene bancos en ambos niveles y gradas sobre columnas de hierro. Tiene capacidad para 5.552 espectadores.